# 국도 제499호선 (일본)

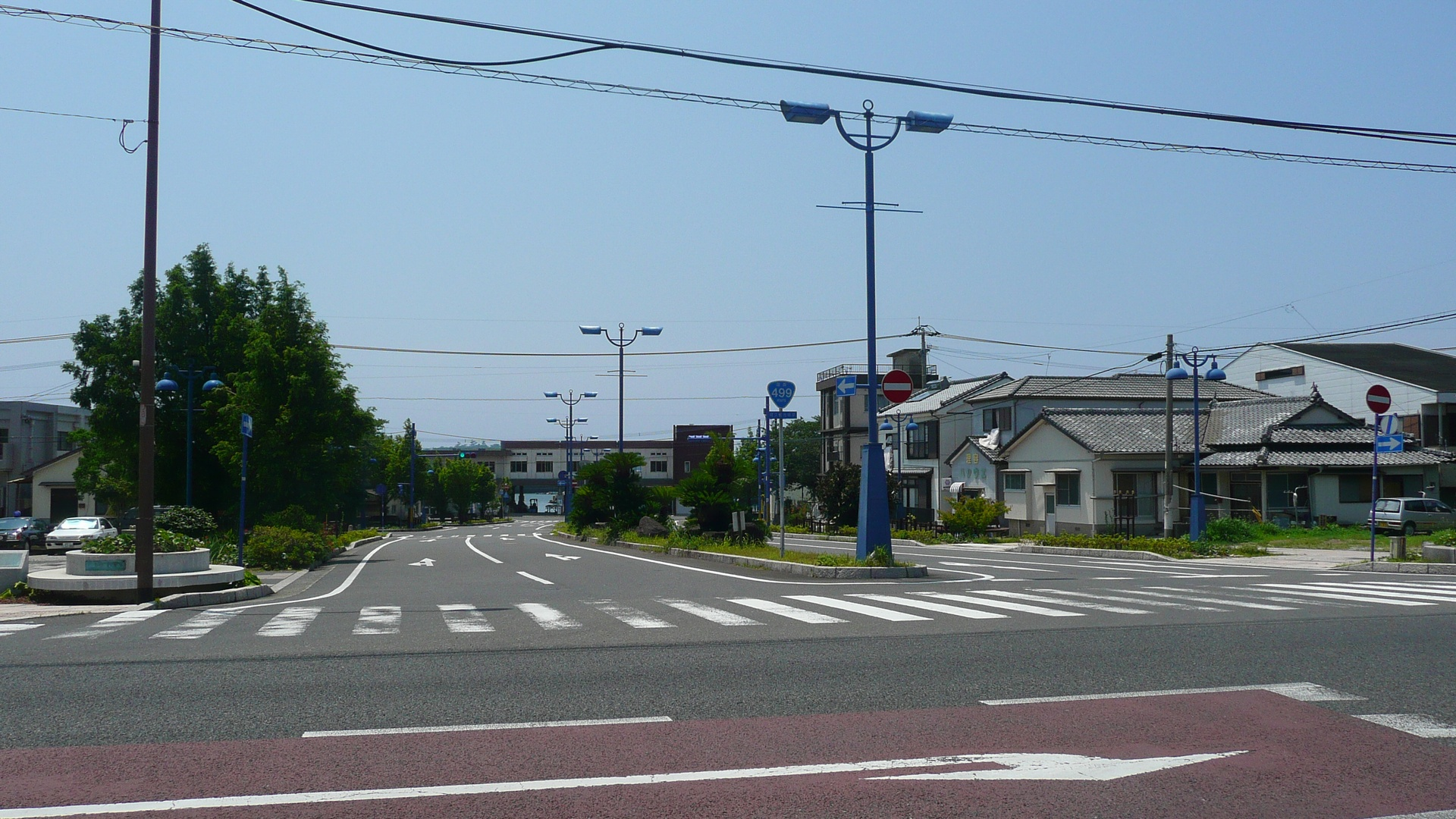
아쿠네역 앞 교차로에서 바라본 가고시마현 구간 전경. 총 연장은 겨우 62m에 불과하다.

일본 499번 국도(일본어: 国道499号→국도 499호)는 나가사키현 나가사키시에서 가고시마현 아쿠네시의 아쿠네역까지 이어주는 총 연장 111.2 km, 실제 연장 29.2 km, 현도 27.2 km, 해상 구간 82.0 km가 각각 구성된 일반 국도 노선이다.
그러나 이 국도 노선은 규슈의 육지부 지역을 끼리끼리 연결되어 있음에도 불구하고, 중간에 해상 구간이 끼어 있게 되는 해상 국도 노선이기도 하며, 중간 경유지 없이 비어 있게 하는 해상 구간을 거쳐서 가는 특이한 도로망이기도 하다.

## 노선 정보
- 기점: 나가사키시 (오하토 교차로, 202번 국도의 교점이자 112번 나가사키현도의 기점)
- 종점: 아쿠네시 (아쿠네역 앞 교차로, 3번 국도의 교점이자 362번 가고시마현도의 교점)
- 총 연장: 111.2 km (나가사키현 70.1 km, 가고시마현 41.1 km)[1]
- 미공용 연장: 82.0 km (나가사키현 41.0 km, 가고시마현 41.0 km)[2]
- 실제 연장: 29.2 km (나가사키현 29.1 km, 가고시마현 0.1 km)
  - 현도: 27.2 km (나가사키현 27.1 km, 가고시마현 0.1 km)
  - 구도: 1.8 km (나가사키현 2.0 km, 가고시마현 없음)
  - 신도: 없음

## 지리

### 통과하는 지자체
- 나가사키현 : 나가사키시
- 가고시마현 : 아쿠네시

### 접속하는 도로
- 국도 : 국도 제3호선, 국도 제202호선
- 고속도로 : 나가사키 데지마 도로(일본어판) (E34)
- 현도 : 다음과 같음
  - 나가사키현도 제112호선
  - 나가사키현도 제51호선
  - 나가사키현도 제237호선
  - 나가사키현도 제29호선
  - 나가사키현도 제34호선
  - 나가사키현도 제251호선
  - 나가사키현도 제224호선
  - 가고시마현도 제362호선

### 연선
- 나가사키 전기 궤도
  - 메디컬센터 정류장(일본어판) - 오우라 가이간도리 정류장(일본어판)
- 나가사키항 마쓰마에마치 국제터미널
- 오우라 경찰서
- 히사쓰 오렌지 철도 아쿠네역

## 참고 문헌
- 佐藤健太郎 (2014). 《ふしぎな国道》. 講談社現代新書. 講談社. ISBN 978-4-06-288282-8.
- 佐藤健太郎 (2015년 11월 25일). 《国道者》. 新潮社. ISBN 978-4-10-339731-1.
- 松波成行 (2008년 3월 20일). “国道499号”. 《酷道をゆく》 (イカロス出版): 89. ISBN 978-4-86320-025-8.